# Thomas Kirk
Thomas Kirk ( * 1828 - 1898 ) fue un botánico neozelandés de origen británico.
En 1863 llega a Auckland, disponiéndose a explorar botánicamente el área. Participó muy activamente de The Transactions of the New Zealand Institute, y su primer volumen publicado en 1869, fue de la mano de su magistral edición, y haciendo buen uso de él, contribuyó con 138 artículos durante cerca de 30 años de membresía.
Fue un expertísimo taxónomo, logrando que aún en la actualidad se mantengan sus nombres. En algunos enormes géneros nombró muchas nuevas especies, ilustrándose en los siguientes ejemplos, donde el número entre paréntesis denota cuantas veces ha sido revisado y aún aceptado como especie:
- Veronica 21 (7)
- Celmisia 17 (6)
- Gentiana 17 (7)
- Carmichaelia 17 (11)
- Olearia 16 (4)
- Pittosporum 15 (5)
- Lepidium 10 (4)
- Ligusticum 9 (5)
- Panax & Pseudopanax 8 (5)
- Cotula 8 (3)
- Gunnera 7 (4)
- Colobanthus 6 (4)

Su enorme herbario se conserva en la actualidad en el "Dominion Museum de Wellington".

## Algunas publicaciones

### Libros
- Handbook, 1864-1867
- Forest Flora
- Students' Flora

## Honores
Más de 200 especies se han nombrado en su honor, entre ellas:
- (Acanthaceae) Sclerochiton kirkii C.B.Clarke
- (Adiantaceae) Cheilanthes kirkii J.B.Armstr.
- (Adiantaceae) Doryopteris kirkii (Hook.) Alston
- (Amaranthaceae) Centemopsis kirkii Schinz
- (Anacardiaceae) Lannea kirkii Burtt Davy
- (Anacardiaceae) Searsia kirkii (Oliv.) Moffett
- (Asteraceae) Macledium kirkii (Harv.) S.Ortiz
- (Combretaceae) Combretum kirkii M.A.Lawson
- (Crassulaceae) Crassula kirkii (Allan) A.P.Druce y Given
- (Euphorbiaceae) Euphorbia kirkii (N.E.Br.) Bruyns
- (Hyacinthaceae) Ledebouria kirkii (Baker) Stedje y Thulin
- (Malvaceae) Gossypioides kirkii (Mast.) Skovst.
- (Meliosmaceae) Meliosma kirkii Hemsl. y E.H.Wilson

- La abreviatura «Kirk» se emplea para indicar a Thomas Kirk como autoridad en la descripción y clasificación científica de los vegetales.[1]